# Shiret Elezi
Shiret Elezi (mac. Ширет Елези; ur. 20 marca 1981 we Frankfurcie nad Menem) – północnomacedoński ekonomista i polityk pochodzenia albańskiego, w latach 2016–2017 minister samorządu terytorialnego.

## Życiorys
W 2000 roku ukończył liceum w Gostiwarze, odbył następnie studia ekonomiczne na Państwowym Uniwersytecie w Tetowie, kończąc je w roku 2004. Obronił następnie magisterium i doktorat na Uniwersytecie Świętych Cyryla i Metodego w Skopju, odpowiednio w latach 2009 i 2011.
Od 16 stycznia 2016 do 1 czerwca 2017 pełnił funkcję ministra samorządu terytorialnego.